# Bogdan Gregor
Bogdan Gregor (* 1943) ist ein polnischer Wirtschaftswissenschaftler und Prorektor der Universität Łódź.
Bogdan Gregor ist Absolvent der Hochschule für Wirtschaftswissenschaften in Posen (heute Uniwersytet Ekonomiczny). 1968 begann er an der Fakultät für Wirtschaft und Soziologie der Universität Łódź zu arbeiten. Von 1973 bis 1980 war er stellvertretender Direktor des Instituts für Warenhandel. Zugleich war er von 1972 bis 1977 Sekretär der Łódźer Sektion des Ausschusses für regionale Industrialisierungsforschung. Von 1976 bis 1978 war Bogdan Gregor Mitglied des Komitees für Raumordnungsplannung der ländlichen Regionen der Polska Akademia Nauk. Dank eines Stipendiums der Alexander von Humboldt-Stiftung ging er 1980 bis 1982 in die Bundesrepublik Deutschland. 1990 erhielt Bogdan Gregor weiterhin ein Stipendium des Deutschen Akademischen Austauschdienstes. 1989 bis 1993 war er Berater des Ausschusses für Landwirtschaft und Lebensmittelindustrie des Polnischen Senats. Seit 1990 ist Bogdan Gregor Leiter des Lehrstuhls für Marketing und war von 1990 bis 1993 Prodekan und 1993 Dekan der Fakultät für Wirtschaft und Soziologie. Er war Mitgründer der Managementfakultät und von 1994 bis 2002 auch ihr erster Dekan. Zwischen 2005 und 2008 wurde er erneut zum Dekan gewählt. Am 1. September 2008 wurde er Prorektor der Universität Łódź.

## Werke
Bogdan Gregor hat über 250 Publikationen darunter 16 Bücher veröffentlicht.
Für seine Arbeit wurde er mehrfach ausgezeichnet, so von der Polska Akademia Nauk (Polnische Akademie der Wissenschaften), dem Rektor der Wirtschaftshochschule Posen (AE Poznań), der Stadt Łódź sowie weitere.
- Rynek artykułów do produkcji rolnej w warunkach szybkiej industrializacji, Warschau 1972,
- Uwarunkowania oraz kierunki rozwoju usług produkcyjnych dla rolnictwa, Łódź 1978, ISBN 83-7016-260-6 (Habilitationsschrift)
- E-commerce , mit Marcin Stawiszyński, Łódź 2002, ISBN 83-89073-03-X
- 10 lat Wydziału Zarządzania Uniwersytetu Łódzkiego, mit Zofia Mikołajczyk, Łódź 2004, ISBN 83-7171-765-2